# Viola (Nova York)
Viola és una concentració de població designada pel cens dels Estats Units a l'estat de Nova York. Segons el cens del 2000 tenia 5.931 habitants.

## Demografia
Segons el cens del 2000, Viola tenia 5.931 habitants, 1.681 habitatges, i 1.250 famílies. La densitat de població era de 845 habitants per km².
Dels 1.681 habitatges en un 40,7% hi vivien nens de menys de 18 anys, en un 68,7% hi vivien parelles casades, en un 4,1% dones solteres, i en un 25,6% no eren unitats familiars. En el 24,4% dels habitatges hi vivien persones soles el 20,6% de les quals corresponia a persones de 65 anys o més que vivien soles. El nombre mitjà de persones vivint en cada habitatge era de 3,53 i el nombre mitjà de persones que vivien en cada família era de 4,34.
Per edats la població es repartia de la següent manera: un 39,9% tenia menys de 18 anys, un 8,3% entre 18 i 24, un 17,6% entre 25 i 44, un 18,9% de 45 a 60 i un 15,3% 65 anys o més.
L'edat mediana era de 28 anys. Per cada 100 dones de 18 o més anys hi havia 87,2 homes.
La renda mediana per habitatge era de 59.821 $ i la renda mediana per família de 87.273 $. Els homes tenien una renda mediana de 68.533 $ mentre que les dones 39.375 $. La renda per capita de la població era de 27.289 $. Entorn del 4,9% de les famílies i el 6,5% de la població estaven per davall del llindar de pobresa.